# Sridevi
Sridevi, pseudonimo di Shree Amma Yanger (in tamil ஸ்ரீதேவி, in telugu శ్రీదేవి, Śrīdēvi; Sivakasi, 13 agosto 1963 – Dubai, 24 febbraio 2018), è stata un'attrice indiana, popolare nel cinema di Kollywood, Bollywood, nel cinema in lingua telugu e nel cinema in lingua malayalam.

## Biografia
Ha iniziato a recitare a quattro anni, ed ha debuttato nel cinema professionistico alla fine degli anni settanta.
Con gli anni è diventata una delle attrici indiane maggiormente affermate negli anni ottanta e nei primi anni novanta, salvo ritirarsi dalle scene nel 1997 per dedicarsi ai figli, avuti dal marito sposato nel 1996, il produttore cinematografico Boney Kapoor. Nel 2011 ha ufficialmente annunciato il suo ritorno sulle scene. Il primo film che la vede impegnata è English Vinglish del regista Gauri Shinde.
Durante la sua carriera, ha vinto quattro Filmfare Awards, due per film in hindi (Chaalbaaz del 1990 e Lamhe del 1992), uno per un film in tamil (Meendum Kokila del 1982) ed uno per un film in telugu (Kshana Kshanam del 1991).
Muore a Dubai il 24 febbraio 2018, probabilmente per annegamento accidentale all'età di 54 anni.

## Filmografia
- Nagina, regia di Harmesh Malhotra (1986)
- Mom, regia di Ravi Udyawar (2017)